# Giải vô địch bóng đá các câu lạc bộ ASEAN
Giải vô địch bóng đá các câu lạc bộ ASEAN (tiếng Anh: ASEAN Club Championship, viết tắt là ACC), còn được gọi là Shopee Cup vì lý do tài trợ, là giải đấu bóng đá dành cho các câu lạc bộ vô địch trong nước tại các quốc gia Đông Nam Á do Liên đoàn bóng đá ASEAN (AFF) tổ chức.

## Lịch sử
Ý tưởng cho một giải vô địch giữa các câu câu lạc bộ của ASEAN đã được Liên đoàn bóng đá ASEAN (AFF) tiến hành từ năm 2000, với giải đấu đầu tiên dự kiến được tổ chức vào cuối năm 2001 và Việt Nam được đề xuất là nước chủ nhà của giải đấu này. Tuy nhiên, vì một số lý do mà kế hoạch này không thực hiện được.
Năm 2003, Giải vô địch các câu lạc bộ ASEAN lần đầu tiên được tổ chức với nhà tài trợ chính LG Electronics và tên giải đấu lúc bấy giờ là LG Cup, và sau đó còn được tổ chức thêm một lần vào năm 2005. Tuy nhiên, giải đã không thu hút được sự chú ý do thiếu tài trợ và xung đột với lịch thi đấu của Liên đoàn bóng đá châu Á. Các kế hoạch nhằm hồi sinh giải đấu đã bắt đầu từ năm 2012.
Giải đấu dự định trở lại vào năm 2020 nhưng đã bị hoãn lại đến năm 2021 do đại dịch COVID-19. Sau đó, giải tiếp tục bị hoãn lại đến năm 2022 và cuối cùng bị hủy bỏ.
Tháng 10 năm 2022, vấn đề về việc tổ chức giải đấu một lần nữa được đặt ra trong cuộc họp trực tuyến của Ban thi đấu AFF, trong đó giải sẽ được thi đấu vắt qua hai năm từ mùa giải 2023–24 (bắt đầu vào tháng 9 năm 2023 và kết thúc vào tháng 5 năm 2024), nhưng kế hoạch này lại không thể thực hiện được vì trùng lịch diễn ra vòng loại thứ nhất của World Cup 2026 khu vực châu Á và Asian Cup 2023 (giải đấu vừa được dời sang đầu năm 2024 so với lịch dự kiến vào giữa năm 2023). Đến tháng 4 năm 2024, giải đấu mới thực sự được khôi phục cho mùa giải 2024–25 với nhà tài trợ chính mới Shopee, tên giải đấu theo đó cũng được gọi là "Shopee Cup". AFF đã chính thức công bố tái khởi động giải đấu tại khách sạn Raffles vào ngày 4 tháng 4 năm 2024.

## Thể thức giải đấu
Thể thức của Giải vô địch bóng đá các câu lạc bộ ASEAN cũng giống như của AFC Cup, mỗi hiệp hội quốc gia thành viên ở Đông Nam Á được cử các đại diện là các câu lạc bộ vô địch giải quốc nội. Thể thức hiện tại bao gồm 14 đội bóng chia thành hai bảng 7 đội, ở mỗi bảng các đội thi đấu với nhau theo thể thức vòng tròn tính điểm. Bốn đội đứng đầu mỗi bảng vào vòng đấu loại trực tiếp, nơi các trận đấu sẽ diễn ra theo hai lượt trận trên sân nhà và sân khách cho đến trận chung kết.

### Các quốc gia tham dự
Các câu lạc bộ từ 12 hiệp hội thành viên của AFF sau đây có quyền tham gia vào giải đấu. 
- Brunei
- Campuchia
- Đông Timor
- Indonesia
- Lào
- Malaysia
- Myanmar
- Philippines
- Singapore
- Thái Lan
- Việt Nam

Các quốc gia được mời
- Ấn Độ (2003)

## Kết quả
| Mùa giải         | Chủ nhà        |                                                 | Chung kết      | Chung kết        | Chung kết                     |                               | Tranh hạng ba/Hai đội thua ở bán kết | Tranh hạng ba/Hai đội thua ở bán kết | Tranh hạng ba/Hai đội thua ở bán kết |
| Mùa giải         | Chủ nhà        | Vô địch                                         | Tỷ số          | Á quân           | Hạng ba                       | Tỷ số                         | Hạng tư                              |                                      |                                      |
| ---------------- | -------------- | ----------------------------------------------- | -------------- | ---------------- | ----------------------------- | ----------------------------- | ------------------------------------ | ------------------------------------ | ------------------------------------ |
| 2003 Chi tiết    | Indonesia      | Kingfisher East Bengal                          | 3–1            | BEC Tero Sasana  | Petrokimia Putra              | 3–0                           | Perak                                |                                      |                                      |
| 2005 Chi tiết    | Brunei         | Tampines Rovers                                 | 4–2            | Pahang           | Hoàng Anh Gia Lai Brunei DPMM | Hoàng Anh Gia Lai Brunei DPMM | Hoàng Anh Gia Lai Brunei DPMM        |                                      |                                      |
| 2024–25 Chi tiết | Nhiều địa điểm |                                                 | Buriram United | 2–2 3–3 (s.h.p.) | Công an Hà Nội                |                               | PSM Makassar BG Pathum United        | PSM Makassar BG Pathum United        | PSM Makassar BG Pathum United        |
| 2024–25 Chi tiết | Nhiều địa điểm | Buriram United thắng 3–2 trên loạt sút luân lưu |                |                  |                               |                               | PSM Makassar BG Pathum United        | PSM Makassar BG Pathum United        | PSM Makassar BG Pathum United        |
| 2025–26 Chi tiết | Nhiều địa điểm |                                                 |                |                  |                               |                               |                                      |                                      |                                      |

## Thống kê

### Thành tích theo câu lạc bộ
| #  | Câu lạc bộ        | Vô địch | Á quân | Bán kết | Hạng ba | Hạng tư |
| -- | ----------------- | ------- | ------ | ------- | ------- | ------- |
| 1  | East Bengal       | 1       | 0      | 0       | 0       | 0       |
| 2  | Tampines Rovers   | 1       | 0      | 0       | 0       | 0       |
| 3  | Buriram United    | 1       | 0      | 0       | 0       | 0       |
| 4  | Pahang            | 0       | 1      | 0       | 0       | 0       |
| 5  | BEC Tero Sasana   | 0       | 1      | 0       | 0       | 0       |
| 6  | Công an Hà Nội    | 0       | 1      | 0       | 0       | 0       |
| 7  | BG Pathum United  | 0       | 0      | 1       | 0       | 0       |
| 8  | PSM Makassar      | 0       | 0      | 1       | 0       | 0       |
| 9  | DPMM              | 0       | 0      | 0       | 1       | 0       |
| 10 | Petrokimia Putra  | 0       | 0      | 0       | 1       | 0       |
| 11 | Hoàng Anh Gia Lai | 0       | 0      | 0       | 1       | 0       |
| 12 | Perak             | 0       | 0      | 0       | 0       | 1       |

### Thành tích theo quốc gia
| Quốc gia  | Vô địch | Á quân | Bán kết | Hạng ba | Hạng tư |
| --------- | ------- | ------ | ------- | ------- | ------- |
| Ấn Độ     | 1       | 0      | 0       | 0       | 0       |
| Singapore | 1       | 0      | 0       | 0       | 0       |
| Thái Lan  | 1       | 1      | 1       | 0       | 0       |
| Malaysia  | 0       | 1      | 0       | 0       | 1       |
| Việt Nam  | 0       | 1      | 0       | 1       | 0       |
| Indonesia | 0       | 0      | 1       | 1       | 0       |
| Brunei    | 0       | 0      | 0       | 1       | 0       |

### Vua phá lưới
| Mùa giải | Cầu thủ           | Câu lạc bộ             | Bàn thắng |
| -------- | ----------------- | ---------------------- | --------- |
| 2003     | Baichung Bhutia   | Kingfisher East Bengal | 8         |
| 2005     | Bernard Tchoutang | Pahang FA              | 7         |
| 2005     | Nguyễn Đình Việt  | Hoàng Anh Gia Lai      | 7         |
| 2024–25  | Lucas Crispim     | Buriram United         | 6         |
| 2024–25  | Léo Artur         | Công an Hà Nội         | 6         |

### Bảng xếp hạng tổng thể
| Rank | Club                      | M | Tr | T | H | B | BT | BB | HS  | Đ  | VĐ | CK | BK |
| ---- | ------------------------- | - | -- | - | - | - | -- | -- | --- | -- | -- | -- | -- |
| 1    | Tampines Rovers           | 1 | 5  | 4 | 1 | 0 | 10 | 4  | +6  | 13 | 1  | 1  | 1  |
| 2    | Pahang                    | 1 | 5  | 4 | 0 | 1 | 18 | 4  | +14 | 12 | 0  | 1  | 1  |
| 3    | BEC Tero Sasana           | 1 | 5  | 4 | 0 | 1 | 10 | 5  | +5  | 12 | 0  | 1  | 1  |
| 4    | Hoàng Anh Gia Lai         | 2 | 7  | 3 | 1 | 3 | 23 | 11 | +12 | 10 | 0  | 0  | 1  |
| 5    | East Bengal               | 1 | 5  | 3 | 1 | 1 | 12 | 4  | +8  | 10 | 1  | 1  | 1  |
| 6    | Perak                     | 1 | 5  | 3 | 0 | 2 | 8  | 6  | +2  | 9  | 0  | 0  | 1  |
| 7    | Petrokimia Putra          | 1 | 3  | 2 | 1 | 0 | 6  | 3  | +3  | 7  | 0  | 0  | 1  |
| 8    | Persita Tangerang         | 1 | 3  | 2 | 0 | 1 | 8  | 4  | +4  | 6  | 0  | 0  | 0  |
| 9    | DPMM                      | 2 | 6  | 1 | 2 | 3 | 6  | 10 | –4  | 5  | 0  | 0  | 1  |
| 10   | Tài chính và Thuế vụ      | 1 | 3  | 1 | 0 | 2 | 4  | 5  | –1  | 3  | 0  | 0  | 0  |
| 11   | FC Zebra                  | 1 | 3  | 1 | 0 | 2 | 4  | 22 | –18 | 3  | 0  | 0  | 0  |
| 12   | Quân đội SIngapore        | 1 | 3  | 0 | 1 | 2 | 4  | 7  | –3  | 1  | 0  | 0  | 0  |
| 13   | Thailand Tobacco Monopoly | 1 | 3  | 0 | 1 | 2 | 4  | 7  | –3  | 1  | 0  | 0  | 0  |
| 14   | Samart United             | 1 | 1  | 0 | 0 | 1 | 0  | 2  | –2  | 0  | 0  | 0  | 0  |
| 15   | MCTPC                     | 1 | 2  | 0 | 0 | 2 | 2  | 5  | –3  | 0  | 0  | 0  | 0  |
| 16   | Philippine Army           | 1 | 2  | 0 | 0 | 2 | 0  | 9  | –9  | 0  | 0  | 0  | 0  |
| 17   | Nagacorp                  | 1 | 2  | 0 | 0 | 2 | 1  | 11 | –10 | 0  | 0  | 0  | 0  |